# Equazione biquadratica
Le equazioni biquadratiche sono particolari equazioni trinomie ({\displaystyle ax^{2n}+bx^{n}+c\,=\,0}) in cui {\displaystyle n=2} e che pertanto si riducono alla forma:
{\displaystyle ax^{4}+bx^{2}+c=0,}
dove {\displaystyle a,b,c} sono numeri reali o complessi e {\displaystyle a\neq 0}. Posto:
{\displaystyle x^{2}=y,}
possiamo riscrivere l'equazione in termini di {\displaystyle y}:
{\displaystyle ay^{2}+by+c=0.}
Risolvendo questa equazione quadratica (detta equazione risolvente) possiamo ottenere due, una o nessuna soluzione nella variabile {\displaystyle y}.
- Se la risolvente ammette due soluzioni positive distinte {\displaystyle y_{1}} e {\displaystyle y_{2},} allora l'equazione biquadratica ammette le quattro soluzioni reali {\displaystyle \pm {\sqrt {y_{1}}}} e {\displaystyle \pm {\sqrt {y_{2}}}} (che si riducono a tre se una soluzione della risolvente è nulla).

- Se la risolvente ammette due soluzioni discordi, l'equazione biquadratica ammette due soluzioni reali, corrispondenti alle due radici reali della soluzione positiva.

- Se la risolvente ammette una soluzione reale {\displaystyle y_{1},} allora la biquadratica ammette due soluzioni se {\displaystyle y_{1}>0,} una se {\displaystyle y_{1}=0,} nessuna se {\displaystyle y_{1}<0.}

- Se la risolvente non ammette soluzioni reali, allora nemmeno l'equazione originaria ammette soluzioni reali.

Secondo il teorema fondamentale dell'algebra le soluzioni complesse sono in ogni caso 4, se computate con le rispettive molteplicità.

## Esempi
- {\displaystyle x^{4}=0.}

Effettuando il cambio di variabile {\displaystyle x^{2}=y,} l'equazione diventa:
{\displaystyle y^{2}=0,}
che possiede unica soluzione {\displaystyle y=0} con molteplicità {\displaystyle 2}. Ritornando alla variabile {\displaystyle x} si ottiene ancora un'unica soluzione {\displaystyle x=0}, ma con molteplicità {\displaystyle 4}.
- {\displaystyle x^{4}-1=0.}

Effettuando il solito cambio di variabile si ottiene l'equazione di secondo grado pura {\displaystyle y^{2}=1} che possiede due soluzioni reali distinte {\displaystyle y_{1}=1} e {\displaystyle y_{2}=-1}. Ritornando alla variabile {\displaystyle x} ed estraendo la radice quadrata, si ottengono in totale {\displaystyle 4} soluzioni complesse ognuna con molteplicità {\displaystyle 1}: {\displaystyle 1}, {\displaystyle -1}, {\displaystyle i} e {\displaystyle -i}.